# Tod durch PowerPoint
Tod durch PowerPoint, im Engl. Death by PowerPoint, ist eine umgangssprachliche Phrase, die eine Situation beschreiben soll, in der eine Präsentation oder ein Vortrag aufgrund von übermäßiger Verwendung von Präsentationsfolien oder einer schlechten Gestaltung der Folien langweilig, unverständlich oder ineffektiv wird. Dieser Ausdruck impliziert, dass die Zuhörer oder Teilnehmer gelangweilt, frustriert oder desinteressiert sind und sich wünschen, dass die Präsentation endlich vorbei ist.
PowerPoint ist nur ein mögliches Werkzeug zur Erstellung von Präsentationen. Durch den sehr hohen Marktanteil der Software im Bereich der Präsentationsprogramme wird der Begriff Tod durch PowerPoint allgemein für solche Vorträge verwendet, unabhängig von der eigentlich verwendeten Software. Wie gut dieses Werkzeug  funktioniert, hängt davon ab, wie es der jeweilige Benutzer verwendet. Das Problem ist, dass viele Benutzer es sehr schlecht verwenden.

## Merkmale
Typische Merkmale von Tod durch PowerPoint sind
- Überladene Folien: Die Folien sind mit zu viel Text, Grafiken oder Informationen überfüllt, was es schwer macht, den Inhalt zu verfolgen.
- Zu viele Folien: Die Präsentation enthält eine überwältigende Anzahl von Folien, die zu schnell durchgegangen werden, ohne ausreichende Erläuterungen.
- Mangelnde visuelle Gestaltung: Die Folien sind langweilig und wenig ansprechend gestaltet, ohne Grafiken, Bilder oder visuelle Elemente, um den Inhalt aufzulockern.
- Monotone Vortragsweise: Der Präsentierende liest einfach den Text von den Folien ab, anstatt den Inhalt zu erklären, Beispiele zu geben oder eine interaktive Diskussion zu ermöglichen.

Tod durch PowerPoint tritt oft auf, wenn der Fokus auf die Software und die Folien selbst gelegt wird, anstatt auf die Qualität des Inhalts und die Art und Weise, wie er präsentiert wird. Um dies zu vermeiden, ist es ratsam, PowerPoint und andere Präsentationstools als Hilfsmittel zu verwenden, um den Inhalt zu unterstützen, anstatt ihn zu dominieren. Dies kann durch klare und prägnante Folien, ansprechende visuelle Elemente und eine interaktive und engagierte Präsentationsweise erreicht werden.